# Savages (hudební skupina)
Savages je britská post-punk revivalová rocková skupina založená v roce 2011 v Londýně. Jejich debutové album s názvem Silence Yourself se v květnu roku 2013 vyšplhalo na 19. příčku britské hitparády UK Albums Chart.

## Historie
Přestože byla kapela Savages založena v Londýně, zpěvačka Jehnny Beth (vlastním jménem: Camille Berthomier) pochází z Francie. Kytaristka skupiny, Gemma Thompson, vymyslela jméno kapely a více než rok diskutovala ideu založit kapelu se zpěvačkou Jehnny Beth. Thompson později sdělila, že název kapely pochází z knih, které četla, když byla mladší, jako je například román Pán much. Skupina byla nakonec založena v říjnu roku 2011 a první koncert měla v lednu roku následujícího, kdy předskakovala rockové skupině British Sea Power. Manažerem skupiny je John Best, který má pod svými křídly mimo jiných i kapelu Sigur Rós. Deník The Observer o kapele Savages zveřejnil článek, ve kterém se mimo jiné píše: „Není to úplně sexy, není to ani vtipné a nebudou se válet v bahně jako kdysi The Slits. Ale jde o uskupení, které se nejvíce blíží umění, které nám "post-punk“ za poslední dobu nabídl. Magazín New Musical Express popsal jejich vystoupení jako „velice intenzivní záležitost“.
Mezi prvními vydanými skladbami kapely byli písně „Flying to Berlin“ a „Husbands“, které vyšly v červnu roku 2012 prostřednictvím jejich vydavatelství Pop Noire. The Guardian napsal: „"Husbands“ nás nechávají snít o tom, jaké to muselo asi být, když kapely jako Public Image Ltd, Magazine, Siouxsie and the Banshees a Joy Division vydaly své debutové desky a jaké by to bylo, zažít ten pocit, když se tyto skvělé nahrávky poprvé objevily v obchodech, ta nadpozemská moc umožňující nám pociťovat jakoby útěk od všední reality." Jejich říjnový koncert na newyorském CMJ Music Maratonu obdržel příznivé kritiky. Deník Chicago Reader ve své recenzi poznamenal, že jejich koncert byl: „ovlivněný Siouxsie & the Banshees, ale s hymnickou kvalitou, která mi připomněla PJ Harvey, a velké dávky rytmické zubatosti a hranatosti britského postpunku.“
9. prosince 2012 byla skupina nominována na každoročně udělovanou, britskou anketu Sound of 2013 vyhlašovanou stanicí BBC.
Debutové album skupiny, Silence Yourself, vyšlo 6. května 2013 prostřednictvím vydavatelství Pop Noire a Matador Records.
Savages v roce 2013 vystoupili na festivalu Coachella Music and Arts Festival. Tento koncert sklidil pozitivní recenze.

## Členové
- Jehnny Beth (zpěv) - vlastním jménem Camille Berthomier; před působením v kapele Savages vystupovala s francouzckým indie rockovým duem John & Jehn[1][2]
- Gemma Thompson (kytara)[1]
- Ayse Hassan (basová kytara)[1]
- Fay Milton (bicí)[3] - velmi ovlivněná UK garage hudební scénou[13]

## Diskografie

### Studiová alba
| Rok                                                     | Detaily alba                                                                                   | Nejvyšší dosažené pozice v hitparádě | Nejvyšší dosažené pozice v hitparádě |  |
| Rok                                                     | Detaily alba                                                                                   | US                                   | UK                                   |  |
| 2013                                                    | Silence Yourself - Vydáno: 6. května 2013 - Vydavatelství: Matador Records - Formát: CD, vinyl | 70                                   | 19                                   |  |
| 2016                                                    | Adore life - Vydáno: 22. ledna 2016 - Vydavatelství: Matador Records - Formát: CD, vinyl, MP3  | 99                                   | 26                                   |  |
| „—“ označuje nahrávky, které se nedostaly do hitparády. |                                                                                                |                                      |                                      |  |

### EP
- I Am Here (2012)

### Singly
- „Flying to Berlin“ společně s „Husbands“ (2012)
- „She Will“ (2013)

## Ocenění a nominace
| Rok       | Organizace                           | Ocenění                                 | Výsledek |
| --------- | ------------------------------------ | --------------------------------------- | -------- |
| 2012 2013 | BBC Sound of 2013 Mercury Prize 2013 | Sound of 2013 Barclaycard Mercury Prize | Nominace |